# Sunisa Lee
Sunisa "Suni" Lee (nascida em South Saint Paul, Minnesota, Estados Unidos, em 9 de março de 2003)  é uma ginasta artística americana e campeã olímpica de 2020. Ela fez parte das equipes que ganharam ouro no Campeonato Mundial de 2019 e prata nos Jogos Olímpicos de 2020. Ela é membro da equipe nacional de ginástica feminina dos Estados Unidos desde 2017. Ela é a primeira ginasta olímpica hmong-americana.

## Vida pessoal
Suni Lee nasceu Sunisa Phabsomphou em 9 de março de 2003, filha de Yeev Thoj, uma trabalhadora de saúde. Quando ela tinha 2 anos, sua mãe conheceu John Lee, seu padrasto, que veio a se tornar sua figura paterna. Embora seus pais nunca tenham se casado legalmente, ela tomou a decisão de mudar seu sobrenome para o de seu pai. Lee tem ascendência hmong; seus pais imigraram do Laos quando eram crianças. Ela tem cinco irmãos, as irmãs Shyenne e Evionn e os irmãos Jonah, Lucky e Noah. Ela começou a ginástica quando tinha seis anos.
Em agosto de 2019, poucos dias antes de Lee competir em seu primeiro campeonato nacional sênior dos EUA, seu pai caiu de uma árvore enquanto ajudava um amigo, deixando-o paralisado da cintura para baixo.

## Carreira de ginástica
Nos Jogos Olímpicos, durante as eliminatórias e ajudou os EUA a se classificarem para a final da equipe em segundo lugar atrás do Comitê Olímpico Russo . Ela acertou todas as quatro rotinas e terminou na terceira colocação geral atrás de Simone Biles e Rebeca Andrade e avançou para a final. Além disso, ela avançou para a final das barras irregulares em segundo lugar, atrás de Nina Derwael, e na trave de equilíbrio final em terceiro, atrás de Guan Chenchen e Tang Xijing .
Durante a final da equipe, Lee foi inicialmente definido para competir apenas em barras desiguais e trave de equilíbrio. No entanto, Biles retirou-se da competição após a primeira rotação e Lee a substituiu no exercício de solo. Ela acertou todas as três rotinas, incluindo a rotina de barras irregulares que marcou 15.400 (a maior nota da competição em qualquer evento), e ajudou os Estados Unidos a terminar em segundo atrás do Comitê Olímpico Russo.
Durante a final geral, Lee acertou todas as quatro de suas rotinas e registrou a maior pontuação de barras irregulares do dia. Embora tenha tido pequenos problemas na trave, ela ainda conseguiu terminar em primeiro à frente de Rebeca Andrade e Angelina Melnikova para ganhar a medalha de ouro. Ela é a quinta campeã americana consecutiva no evento, seguindo Carly Patterson, Nastia Liukin, Gabby Douglas e Simone Biles, e é a primeira asiático-americana a fazê-lo.
| Ano  | Evento                                   | Equipe | AA | VT | UB | BB | FX |
| ---- | ---------------------------------------- | ------ | -- | -- | -- | -- | -- |
| 2019 | Troféu Cidade de Jesolo                  | 1      | 1  |    | 1  | 3  | 1  |
| 2019 | American Classic                         |        |    |    | 5  | 2  |    |
| 2019 | US Classic                               |        |    |    | 2  | 8  |    |
| 2019 | Campeonato Nacional dos EUA              |        | 2  |    | 1  | 4  | 3  |
| 2019 | Acampamento de Seleção da Equipe Mundial |        | 2  | 6  | 1  | 2  | 2  |
| 2019 | Campeonatos mundiais                     | 1      | 8  |    | 3  |    | 2  |
| 2021 | Copa de inverno                          |        |    |    | 1  | 3  |    |
| 2021 | American Classic                         |        |    |    | 1  | 1  | 5  |
| 2021 | US Classic                               |        |    |    | 10 | 8  |    |
| 2021 | Campeonato Nacional dos EUA              |        | 2  |    | 1  | 2  | 5  |
| 2021 | Provas olímpicas                         |        | 2  |    | 1  | 1  | 9  |
| 2021 | jogos Olímpicos                          | 2      | 1  |    |    |    |    |